# Чемпионат Беларуси по боксу 2015
Чемпионат Белоруссии по боксу 2015 года среди мужчин и женщин проходил в Молодечно 7—11 апреля. Участвовало 114 боксёров, включая 18 женщин. Лучшим спортсменом турнира назван Виталий Бондаренко, рефери — Василий Сорговицкий, тренер — Александр Котляров.

## Медалисты мужчины
| Весовая категория | Золото                                 | Серебро | Бронза |
| ----------------- | -------------------------------------- | ------- | ------ |
| до 49 кг          | Владислав Кириленко Гомельская область |         |        |
| до 52 кг          | Иван Фигуренко Могилёвская область     |         |        |
| до 56 кг          | Дмитрий Асанов Минская область         |         |        |
| до 60 кг          | Егор Курбанов Минск                    |         |        |
| до 64 кг          | Евгений Долголевец Минская область     |         |        |
| до 69 кг          | Илья Одинаев Минская область           |         |        |
| до 75 кг          | Виталий Бондаренко Минск               |         |        |
| до 81 кг          | Сергей Новиков Минск                   |         |        |
| до 91 кг          | Леонид Чернобаев Гомельская область    |         |        |
| свыше 91 кг       | Александр Калеев Гомельская область    |         |        |

## Медалисты женщины
| Весовая категория | Золото                                | Серебро | Бронза |
| ----------------- | ------------------------------------- | ------- | ------ |
| до 48 кг          | Анастасия Готовкина Витебская область |         |        |
| до 51 кг          | Яна Бурим Гомельская область          |         |        |
| до 54 кг          | Юлия Апанасович Гомельская область    |         |        |
| до 57 кг          | Галина Бруевич Гомельская область     |         |        |
| до 60 кг          | Алла Яршевич Минск                    |         |        |
| до 64 кг          | Анна Прохорова Минск                  |         |        |
| до 69 кг          | Антонина Аксенова Гомельская область  |         |        |
| до 75 кг          | Виктория Кебикова Гомельская область  |         |        |
| до 81 кг          | Алина Вебер Гомельская область        |         |        |
| свыше 81 кг       | Валерия Михалкович Гомельская область |         |        |